# Hypopterygium lutescens
Hypopterygium lutescens là một loài Rêu trong họ Hypopterygiaceae. Loài này được Hornsch. mô tả khoa học đầu tiên năm 1841.